# ワンカ族
ワンカ族（-ぞく）(Huancas または Wankas)は、歴史的に有名な、ケチュア族の人々である。
彼らは現在、ペルー・フニン県の、マンタロ谷(en)の中と周辺に暮らしている。
激戦の後、ワンカ族はパチャクテクによって征服され、インカ帝国に取り込まれた。
ワンカ族は、スペイン人(en)によるペルー征服においてはスペイン人を援助した。
ワンカ族の言語、Wanka Quechuaは、インカ族のCusco Quechuaとはかなり異なっている。
ペルーのサッカークラブ「デポルティボ・ワンカ(en)」の名は彼らに由来する。